# Lomita (Kalifornija)
Lomita je grad u američkoj saveznoj državi Kalifornija. Prema popisu stanovništva iz 2010. u njemu je živjelo 20.256 stanovnika.